# Argentina en los Juegos Olímpicos de Londres 2012
La participación de Argentina en los Juegos Olímpicos de Londres 2012 fue la vigésima presentación oficial organizada por el Comité Olímpico Argentino y las federaciones deportivas nacionales de cada deporte con participación. La delegación estuvo integrada por 137 deportistas, de los cuales 96 fueron hombres (70%) y 41 fueron mujeres (30%) que participaron en 21 deportes.
La abanderada en la ceremonia de apertura fue la jugadora de hockey sobre césped Luciana Aymar, capitana del equipo que había obtenido la medalla de bronce en los Juegos Olímpicos anteriores (Atenas 2004 y Pekín 2008) y la medalla de plata en los Juegos Olímpicos de Sídney 2000 y que volvió a ocupar el podio en estos juegos, esta vez nuevamente con medalla de plata. Mientras que para la ceremonia de cierre, si bien había sido elegido el baloncestista Luis Scola, unos días antes de la ceremonia, decidió ceder la bandera al taekwondista Sebastián Crismanich, a modo de homenaje por haber sido el único atleta en haber ganado una medalla de oro para la delegación en estos juegos.
El equipo olímpico obtuvo cuatro medallas: una de oro, una de plata y dos de bronce. También obtuvo 10 diplomas olímpicos (puestos premiados). Obtuvieron medalla 20 deportistas de la delegación (14,59%) y otros 35 obtuvieron diploma olímpico (25,54%). En el medallero general ocupó la posición n.º 42, sexto en América Latina y el Caribe, después de Cuba (16.º), Jamaica (18.º), Brasil (22.º), Colombia (38.º) y México (39.º).
El taekwondo con una medalla de oro, se destacó al haber logrado la primera medalla en la historia de ese deporte en el país. La vela aportó su quinta medalla en cinco juegos. El hockey sobre césped femenino obtuvo su cuarta medalla, esta vez de plata, en cuatro juegos consecutivos. El tenis masculino obtuvo la medalla de bronce sumando cuatro medallas en el historial.
Por cantidad de medallas obtenidas es la 9ª de las 20 presentaciones olímpicas oficiales del país y se encuentra por encima del promedio histórico (3,5 medallas por juego). Si bien refleja un resultado menor que el conseguido en los dos últimos juegos (Atenas 2004 y Pekín 2008), supera todas las actuaciones posteriores a Helsinki 1952.
Por cantidad de diplomas olímpicos (10), el resultado se encuentra entre los más altos de la serie histórica anterior, solo superado por Londres 1948 (15) y Helsinki 1952 (15).
En relación con la cantidad de países participantes (204), se trató de la tercera mejor ubicación de la historia del olimpismo argentino con un 79,41% de efectividad, detrás de Pekín 2008, donde finalizó 35.ª entre 204 países y tuvo un 82,84 % de efectividad, y de Atenas 2004, donde alcanzó la 38.ª posición entre 201 países con 81,09 % de efectividad. 

## La delegación

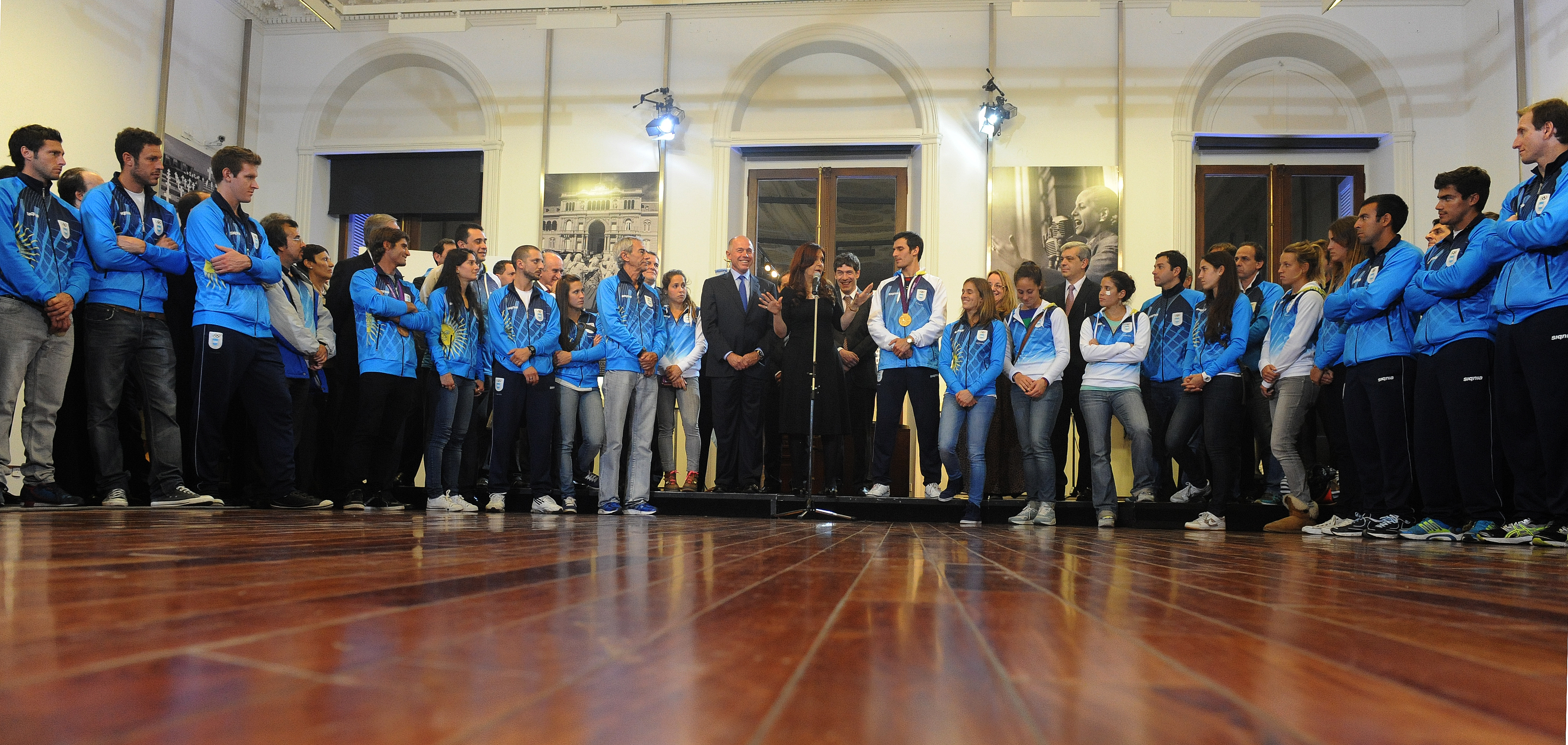
La presidenta Cristina Fernández de Kirchner recibe a la delegación olímpica argentina luego de su participación en los Juegos Olímpicos de Londres.

La delegación argentina estuvo integrada por 137 deportistas. La atleta más joven fue la gimnasta Valeria Pereyra, de 16 años y el mayor fue el jinete Alejandro Madorno, de 40 años. La mayoría de los deportistas fueron varones (96), en tanto que la delegación femenina (41) representó el 30%, lo que significó un porcentaje menor que el que concurrió a los juegos anteriores, en los que llegó al 42%.
La jugadora de hockey sobre césped Luciana Aymar fue elegida como abanderada en la ceremonia de apertura de los Juegos, por votación de 18 jefes de equipo que integran la delegación, de los cuales Aymar obtuvo diez, Del Potro cinco, Walter Pérez dos y Scola, uno. Para el cierre de los Juegos, el abanderado fue el taekwondista y medallista de oro, Sebastián Crismanich.
De los 26 deportes con 36 disciplinas, reconocidos por el COI en los Juegos Olímpicos de verano, se contó con representación argentina en 21 deportes y 26 disciplinas.
En la mayor parte de los deportes, fue decisión de las respectivas federaciones nacionales adjudicar la plaza al mejor deportista o al grupo seleccionado en cada especialidad. En dos deportes, atletismo y natación, exceptuando en este último las pruebas por relevos y de aguas abiertas, las plazas se obtuvieron por medio de las marcas mínimas olímpicas establecidas por el COI para cada disciplina. En otros deportes, las plazas se obtuvieron luego de clasificar en torneos preolímpicos. Entre los deportes en los que Argentina no participó por no haber logrado la clasificación se destacó el fútbol masculino, disciplina en la que el país había obtenido la medalla de oro en las dos ediciones anteriores.
El siguiente es el detalle de la delegación olímpica:
| No. | Deporte                      | Hombres | Mujeres | TOTAL |
| 1   | Atletismo                    | 6       | 3       | 9     |
| 2   | Bádminton                    | 0       | 0       | 0     |
| 3   | Balonmano                    | 14      | 0       | 14    |
| 4   | Baloncesto                   | 12      | 0       | 12    |
| 5   | Boxeo                        | 2       | 0       | 2     |
| 6   | Canotaje en aguas tranquilas | 2       | 0       | 2     |
| 6   | Canotaje en eslalon          | 1       | 0       | 1     |
| 7   | Ciclismo en ruta             | 1       | 0       | 1     |
| 7   | Ciclismo en pista            | 1       | 0       | 1     |
| 7   | Ciclismo de montaña          | 1       | 0       | 1     |
| 7   | Ciclismo BMX                 | 1       | 0       | 1     |
| 8   | Equitación                   | 2       | 0       | 2     |
| 9   | Esgrima                      | 0       | 1       | 1     |
| 10  | Fútbol                       | 0       | 0       | 0     |
| 11  | Gimnasia artística           | 1       | 1       | 2     |
| 11  | Gimnasia rítmica             | 0       | 0       | 0     |
| 11  | Gimnasia en trampolín        | 0       | 0       | 0     |
| 12  | Halterofilia                 | 0       | 0       | 0     |
| 13  | Hockey                       | 16      | 16      | 32    |
| 14  | Judo                         | 3       | 1       | 4     |
| 15  | Lucha                        | 0       | 1       | 1     |
| 16  | Natación                     | 2       | 2       | 4     |
| 16  | Natación sincronizada        | 0       | 2       | 2     |
| 16  | Saltos                       | 0       | 0       | 0     |
| 16  | Waterpolo                    | 0       | 0       | 0     |
| 17  | Pentatlón moderno            | 0       | 0       | 0     |
| 18  | Remo                         | 5       | 5       | 10    |
| 19  | Taekwondo                    | 1       | 1       | 2     |
| 20  | Tenis                        | 5       | 2       | 7     |
| 21  | Tenis de mesa                | 1       | 0       | 1     |
| 22  | Tiro                         | 2       | 0       | 2     |
| 23  | Tiro con arco                | 0       | 0       | 0     |
| 24  | Triatlón                     | 1       | 0       | 1     |
| 25  | Vela                         | 4       | 4       | 8     |
| 26  | Voleibol                     | 12      | 0       | 12    |
| 26  | Vóley playa                  | 0       | 2       | 2     |
|     | TOTAL                        | 96      | 41      | 137   |

## Medallero
| Medalla           | Nombre                                 | Deporte             | Evento                     | Fecha        |
| ----------------- | -------------------------------------- | ------------------- | -------------------------- | ------------ |
| Medalla de oro    | Sebastián Crismanich                   | Taekwondo           | 80kg masculino             | 10 de agosto |
| Medalla de plata  | Selección argentina de hockey femenino | Hockey sobre césped | Femenino                   | 10 de agosto |
| Medalla de bronce | Juan Martín Del Potro                  | Tenis               | Tenis individual masculino | 5 de agosto  |
| Medalla de bronce | Juan de la Fuente y Lucas Calabrese    | Vela                | Vela Clase 470             | 10 de agosto |

## Medalla de oro en taekwondo

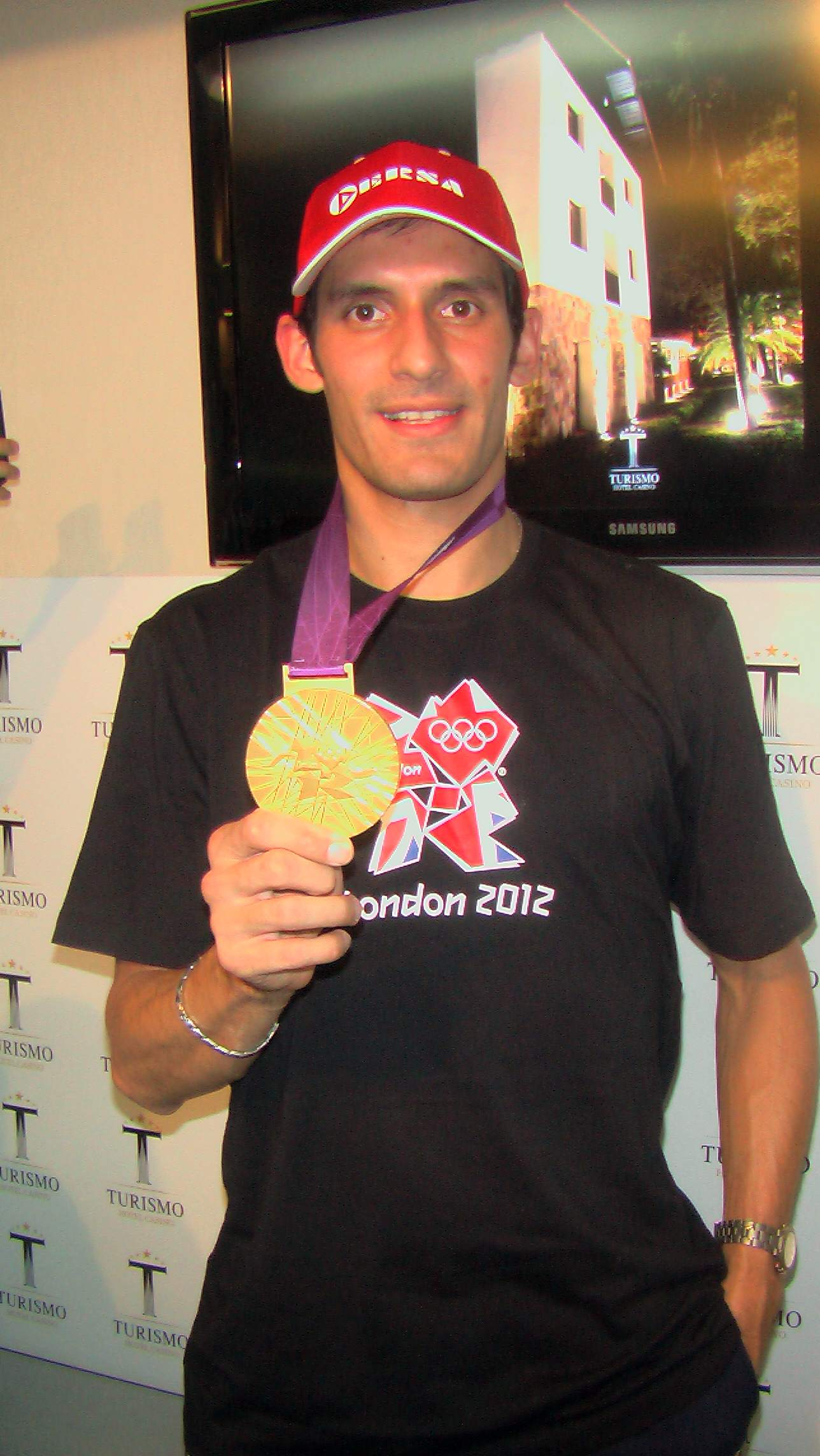
Sebastián Crismanich, exhibe su medalla de oro, tras una conferencia de prensa en Corrientes. Fue elegido para ser el abanderado de la delegación argentina durante la ceremonia de cierre de las olimpíadas, por pedido de quien había sido seleccionado inicialmente, Luis Scola

El 10 de agosto, el taekwondista Sebastián Crismanich ganó la medalla de oro al vencer en la final de la categoría menos de 80 kilos. Se trata de la primera vez que un atleta argentino obtiene una medalla en taekwondo y la primera medalla de oro individual desde que Delfo Cabrera ganara la maratón en Londres 1948, 64 años antes.
Crismanich llegó a los Juegos Olímpicos como 7ª cabeza de serie y con el antecedente de haber sido el año anterior medalla de oro en los Juegos Panamericanos de Guadalajara 2011 y en el Campeonato Panamericano de Querétaro.
El argentino enfrentó en la ronda preliminar al neozelandés Vaughn Scott. El primer asalto resultó ampliamente favorable a Crismanich, imponiéndose por un parcial de 6-2. En el segundo asalto, el neozelandés buscó descontar y se lo adjudicó por un parcial de 3-2. En el tercer asalto el argentino mantuvo la diferencia lograda al inicio, para terminar adjudicándose el combate por 9-5.
En cuartos de final Sebastián enfrentó al afgano Nesar Ahmad Bahawi. Luego de un asalto de estudio mutuo, el argentino volvió a demostrar una considerable superioridad, adjudicándose los tres asaltos y finalizando con un puntaje a favor de 9-1.
En el combate por la semifinal Crismanich se enfrentó al armenio Arman Yeremyan, en un combate muy parejo, donde ambos se cuidaron mucho. Luego de un primer asalto donde ninguno marcó diferencias, el argentino obtuvo dos puntos a favor en el segundo asalto. En el tercer asalto el armenio buscó descontar, y logró anotar un punto a causa de una penalidad cometida por Sebastián. De todos modos el argentino terminó imponiéndose 2-1 y accediendo a la final.
En el encuentro final Crismanich se enfrentó al español Nicolás García Hemme, preclasificado en quinto lugar. Se trató de un combate muy complejo, en el que ninguno de los contrincantes logró sumar puntos hasta los instantes finales. En el primer asalto, el argentino recibió una advertencia de penalidad (dos significan un punto en contra). En el tercer asalto, cuando solo faltaban 27 s para la finalización del combate, Crismanich logró anotar un punto con una patada de costado. El español buscó desesperadamente el empate, pero el argentino resistió la embestida y terminó ganando la final y la medalla de oro.
Una vez consumada su victoria y la obtención del primer Oro Olímpico para la delegación argentina, el baloncestista Luis Scola decidió homenajear a Crismanich cediéndole el honor de ser el portaestandarte de la delegación en la ceremonia de cierre de los Juegos Olímpicos de ese año, debido a que fue el primer y único atleta en otorgarle el oro olímpico a la delegación Argentina en los juegos celebrados ese año.

## Medalla de plata en hockey sobre césped femenino
El 10 de agosto de 2012, el seleccionado femenino de hockey sobre césped «Las Leonas» ganó la medalla de plata, luego de perder la final con Holanda, por 2 a 0. De este modo, las Leonas, obtuvieron la cuarta medalla consecutiva en Juegos Olímpicos (plata en Sídney 2000, y bronce en Atenas 2004 y Pekín 2008).
El equipo argentino comenzó su serie de clasificación con un triunfo contundente ante Selección femenina de hockey sobre césped de Sudáfrica por 7 a 1, con goles de Luciana Aymar (2), Josefina Sruoga, Martina Cavallero, Carla Rebecchi, Noel Barrionuevo y Silvina D'Elía. Los siete goles serían a la postre decisivos para la clasificación.
En el segundo partido del grupo B, las Leonas perdieron por un gol contra Estados Unidos, que finalmente saldría último. El equipo norteamericano también había vencido en la serie inicial a la Argentina en los Juegos Olímpicos de Pekín 2008 y en la final de los Juegos Panamericanos de Guadalajara 2011. La derrota complicaba seriamente las chances de clasificación en los dos primeros lugares del grupo que daban derecho a luchar por una medalla, ya que quedaban por enfrentar las a priori tres mejores selecciones del grupo: Nueva Zelanda, Australia y Alemania.
En el tercer partido la Argentina venció 2-1 a Nueva Zelanda, que había ganado sus dos encuentros previos contra Australia y Estados Unidos. Carla Rebecchi hizo los dos goles. El cuarto enfrentamiento fue una nueva victoria, esta vez contra Alemania (3-1), con goles de Sofía Maccari, Luciana Aymar, y Rocío Sánchez Moccia.
La fecha final registró el enfrentamiento Argentina-Australia, por un lado y Nueva Zelanda-Alemania, por el otro, con las cuatro selecciones con chances de clasificar. Los dos partidos terminaron empatados sin goles, y de ese modo la Argentina, Nueva Zelanda y Alemania terminaron la ronda clasificatoria con 10 puntos. La Argentina terminó primera, por haber vencido a Nueva Zelanda y por diferencia de gol (+8) contra Australia (+3). Nueva Zelanda terminó segunda, por haber vencido a Australia.
En semifinales Las Leonas enfrentaron a Gran Bretaña, venciendo por 2-1. Los goles los marcaron en el primer tiempo Noel Barrionuevo de córner corto, confirmando una vez más su aptitud para definir esta pena decisiva en el hockey sobre césped, y Carla Rebecchi, luego de una notable jugada de Luciana Aymar eludiendo adversarias sobre la línea lateral y otra notable acción de la goleadora eludiendo a la arquera por la línea de fondo y definiendo desde el piso.
La final se jugó el 10 de agosto y las Leonas perdieron 2-0 contra Holanda, en un encuentro en el que las holandesas se mostraron superiores y en control del partido.
El equipo argentino de hockey sobre césped estuvo integrado por Luciana Aymar, Noel Barrionuevo, Martina Cavallero, Laura Del Colle, Silvina D'Elía, Florencia Habif, Rosario Luchetti, Sofía Maccari, Delfina Merino, Rocío Sánchez Moccia, Florencia Mutio, Carla Rebecchi, Macarena Rodríguez, Mariela Scarone, Daniela Sruoga y Josefina Sruoga. El entrenador fue Carlos Retegui.

## Medalla de bronce en tenis masculino individual

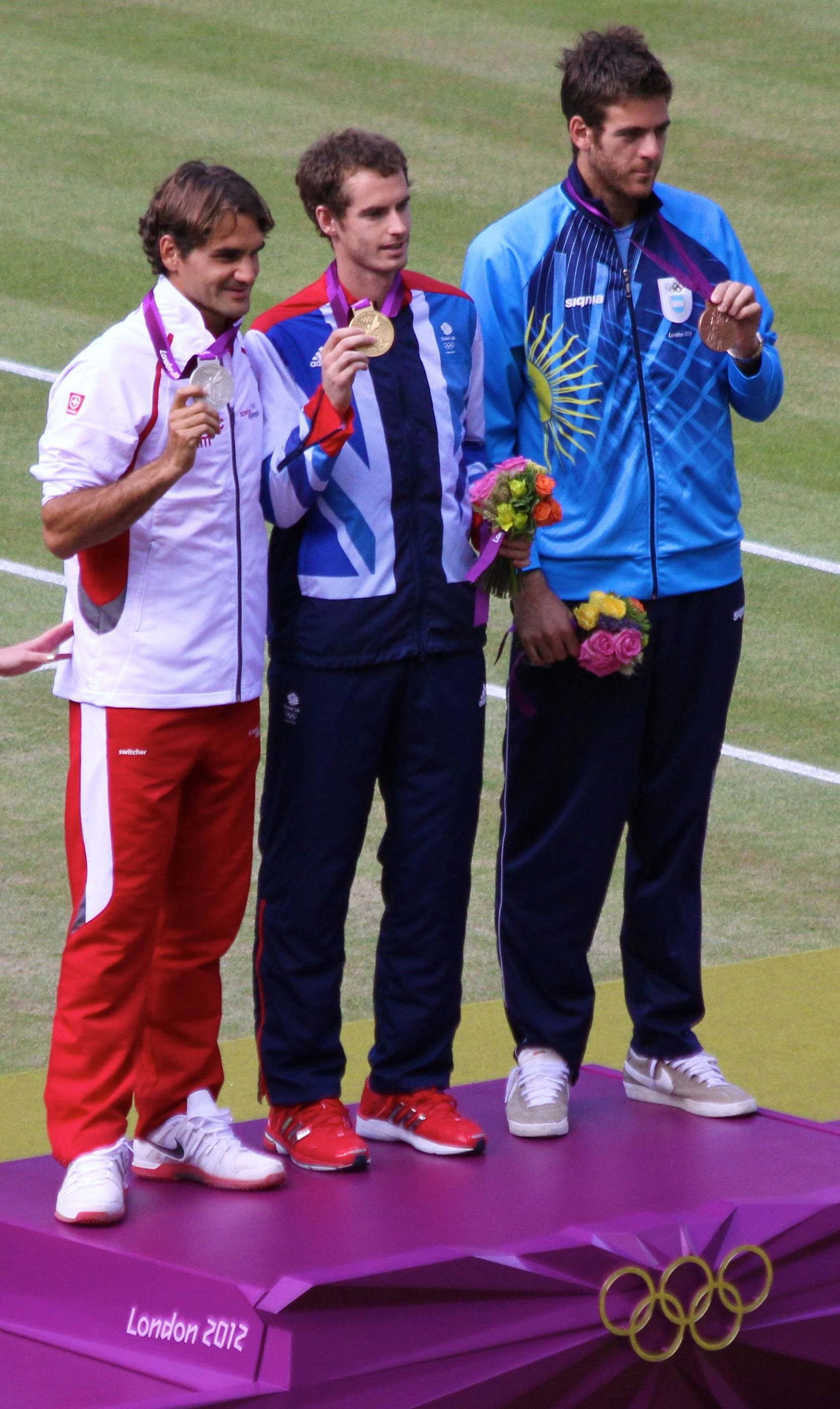
Juan Martín del Potro junto a Andy Murray y Roger Federer en la premiación de los Juegos Olímpicos de Londres, donde consiguió la medalla de bronce tras vencer a Novak Djokovic en sets corridos.

El 5 de agosto, Juan Martín del Potro ganó la medalla de bronce en tenis, en la competencia individual masculina. Fue la cuarta medalla olímpica obtenida por el tenis argentino (una de plata y tres de bronce) en la historia y la primera en single masculino. Las competencias de tenis fueron realizadas en el césped de Wimbledon. El equipo argentino presentó cuatro competidores para el sencillo masculino: Juan Martín del Potro (9º ATP), Juan Mónaco (10º ATP), Carlos Berlocq (40.º ATP) y David Nalbandián (41.º ATP), este último varias veces top-ten y finalista en Wimbledon en 2002.
Del Potro llegó a los Juegos Olímpicos ubicado en la 9ª posición del ranking mundial, sin haber ganado nunca un torneo sobre césped y habiendo llegado a la cuarta ronda del torneo de Wimbledon celebrado apenas un mes y medio antes, donde fue vencido por el español David Ferrer, quinto del ranking mundial.
El tandilense enfrentó en primera ronda al croata Ivan Dodig venciéndolo en dos sets (6-4 y 6-1). Dodig había conseguido en octubre de 2011 su mejor ubicación en el ranking mundial de la ATP, cuando llegó al puesto nº 32, pero llegó a ese partido en la posición nº 99. Del Potro quebró de entrada el servicio del croata poniéndose 2-0 y mantuvo esa diferencia hasta ganar el set 6-4. El segundo capítulo fue dominado completamente por el argentino, que terminó imponiéndose 6-1.
En segunda ronda debió enfrentar al italiano Andreas Seppi que llegó a estos juegos en el mejor momento de su carrera, en el puesto 28º del ranking mundial y habiendo llegado el puesto 24º a mediados del mes anterior (11-06-2012). En el primer juego del partido, Seppi quebró el saque del argentino, quien a su vez le quebró el saque al italiano en el juego siguiente, para ponerse rápidamente 5-2 y sacar para llevarse el primer parcial. En ese momento volvió a perder su saque, pero se recuperó inmediatamente para cerrar el primer set 6-3. El segundo set fue más parejo, y ambos mantuvieron su saque, hasta necesitar la definición del tiebreak, que el argentino ganó con amplitud 7-2. Pese a los dos triunfos, algunos periodistas especializados expresaban sus dudas sobre el nivel de juego de "la torre de Tandil" y el diario Clarín titulaba "Del Potro no brilla, pero avanza y se ilusiona".
En la tercera ronda, Del Potro enfrentó al francés Gilles Simon, ubicado 13º en el ranking mundial y con 10 torneos ganados. El argentino mostró una gran superioridad en el primer set, quebrando el saque del francés en el tercer y quinto games y colocándose 4-1, cuando la lluvia obligó a suspender el encuentro. La reanudación no pareció mostrar cambios y el tandilense volvió a quebrar a Simon para llevarse el primer set por un contundente 6-1. En el segundo set Simon ajustó su estrategia y comenzó a jugar con menor cantidad de errores y mayor velocidad, buscando mover más al argentino. El planteo pareció rendir frutos cuando Simon quebró el saque de Del Potro en el séptimo game para terminar ganando el parcial 6-4. Pero en el tercer set Del Potro también reajustó su juego, mejorando su devolución y pegándole más fuerte a la pelota, lo que volvió a desbalancear el juego a su favor, quebrando de inmediato el saque del francés para ponerse 2-0. A partir de ese momento cada uno conservó su servicio, para finalizar el set con un resultado de 6-3, lo que le permitió acceder a los cuartos de final.
En cuartos de final Del Potro venció al japonés Kei Nishikori (6-4 y 7-6). Nishikori llegó al encuentro ubicado en el puesto 17º, en el mejor momento de su carrera profesional y habiendo dado la sorpresa de eliminar a David Ferrer, #5 del mundo y vencedor de Del Potro en Wimbledon 2012. Ambos se habían enfrentado en el torneo de Wimbledon un mes antes, en octavos de final, y el triunfo había sido para el argentino en tres sets corridos. El partido se jugó con un fuerte viento cruzado que complicó la precisión de los envíos. Del Potro quebró el primer saque de Nishikori para colocarse 2-0, pero inmediatamente el japonés respondió quebrando el saque del argentino para restablecer el equilibrio. Del Potro intentaba imponer su juego potente, pero Nishikori respondía con su gran agilidad y envíos profundos que obligaban al tandilense a desplazarse y golpear apurado. Sobre el final de game, Del Potro quebró en el octavo para ponerse 5-3 y sacar para ganar el set. Sin embargo Nishikori lo evitó volviendo a quebrarle el saque y poniéndose 4-5. Pero Del Potro no permitió la recuperación del japonés, quebrándole el saque por tercera vez y llevándose el primer set por 6-4. En el segundo set Delpo logró quebrar el saque de Nishikori en el segundo juego para colocarse rápidamente 4-1. Pero Nishikori una vez más quebró a su vez el saque del argentino, y equilibró el juego, sin nuevos quiebres, llevando el set al desempate. Sobre el final de tiebreak, Del Potro ganó tres puntos sucesivos llevándose el desempate por 7-4 y ganando así el partido que lo puso en una de las semifinales.
En semifinales, Del Potro enfrentó al suizo Roger Federer, número uno en el ranking mundial, siete veces ganador de Wimbledon (incluyendo la edición 2012), uno de los mejores tenistas de la historia y amplio favorito para ganar la medalla de oro. El historial personal también favorecía al suizo, con doce victorias contra solo dos del argentino. Antes del encuentro, Federer declaraba a la prensa que si bien el historial lo favorecía, él no olvidaba que:

"Me ganó en el partido más importante que jugamos, en la final del Abierto de Estados Unidos. Soy consciente de eso."
Roger Federer

Del Potro sin embargo sorprendió al mundo ganando el primer set (6-3). Federer había tenido una chance de quiebre en el tercer juego y tras siete juegos parejos, Del Potro tuvo una oportunidad de quiebre en el octavo que aprovechó para confirmar su saque al siguiente juego y ganar el set 6-3. Apenas iniciado el segundo set, Federer tuvo triple break point, pero Del Potro salvó las tres oportunidades, y la igualdad se mantuvo sin quiebres, obligando al desempate. Allí Federer logró un desnivel inicial de 4-1, que Del Potro recuperó, pero finalmente el suizo volvió a sacar una luz alcanzando un 7-5 que le dio el set. El tercer set fue de alta emotividad y duró cuatro horas y veintiséis minutos, haciéndolo el partido más largo de la historia de los juegos olímpicos y también el más largo disputado a tres sets desde el inicio de la Era Open. Ambos jugadores mantuvieron la igualdad durante 34 juegos. Del Potro tuvo dos chances de quiebre en el segundo game, mientras que Federer tuvo una en el noveno y otras dos en el decimocuarto. En el décimo noveno game, pareció que el encuentro se definía, cuando Federer quebró el saque de su adversario para ponerse 10-9 y sacar para el partido. Sin embargo, Del Potro se recuperó quebrando a su vez el saque de Federer y restableciendo la igualdad 10-10. En el juego 30.º Federer volvió a contar con dos chances de quiebre que Del Potro volvió a levantar y finalmente, en el juego 35º, obtuvo el quiebre que lo llevó a la victoria al conservar su saque en el siguiente. El resultado final a favor de Federer fue 3-6, 7-6 y 19-17. Federer jugaría la final por la medalla de oro con Andy Murray, perdiéndola en tres sets.
El 5 de agosto se disputó la final por la medalla de bronce contra el serbio Novak Djokovic. Del Potro venía de la desilusión de perder un partido frustrante y agotador contra Federer y apenas dos horas después tener que jugar el dobles mixto en cuartos de final con Gisela Dulko, que también perdió. Djokovic, por su parte, era número dos del mundo, medalla de bronce en Pekín 2008 y campeón de Wimbledon en 2011. En el historial entre ambos, Del Potro nunca había logrado superar jugando a Djokovic: el único triunfo a su favor en cinco encuentros se debió a una lesión del serbio durante un partido de Copa Davis que lo obligó a abandonar. Djokovic aparecía así como el favorito, pese a perder la otra semifinal con el local Andy Murray, quien a la postre obtendría la medalla de oro.
Del Potro, sin embargo, sorprendió a Djokovic y le ganó en dos sets (7-5 y 6-4). El primer set pareció mostrar un Djokovic superior que en el sexto game dispuso triple break point. Repitiendo la capacidad de recuperación que había mostrado con Federer, Del Potro levantó los tres puntos de quiebre y obtuvo punto de ventaja, cuando la lluvia obligó a suspender el partido. Al regresar, el argentino confirmó su saque (4-3), pero el serbio pareció encontrarse mejor cuando llegaron al 5-5 y se aproximaba la definición del set. En ese momento pareció aflojar el saque del serbio, que hasta ese momento había sido implacable, y el argentino aprovechó la situación generando tres oportunidades de quiebre, que le permitieron ponerse arriba 6-5 y obtener el set con su saque, en un largo game en el que tuvo que levantar dos break points, el segundo de ellos en el punto más emotivo del partido que necesitó del ojo del halcón para resolverse. En el segundo set Del Potro buscó ponerle presión a Djokovic y logró quebrarle el saque en el segundo game para ponerse luego 2-1. En adelante, Del Potro mantendría su ventaja a partir de un poderoso saque, que no le dio oportunidad de recuperación al serbio, hasta finalizar el set 6-4, dándole la medalla de bronce y el acceso al podio olímpico.
A Delpo se lo vio muy emocionado y con una bandera argentina en sus manos al finalizar el partido y luego al subir al podio para recibir la medalla, junto a Murray (oro) y Federer (plata).

Lo que más contento me pone es que la bandera argentina estará por primera vez en el podio en estos Juegos. Que disfruten esta medalla todos los argentinos. No es fácil lograrlo. Todos los atletas damos la vida por nuestro país.
Juan Martín Del Potro

## Medalla de bronce en vela (Clase 470)
El 10 de agosto de 2012, los regatistas Juan De la Fuente (35 años) y Lucas Calabrese (25 años) obtuvieron la medalla de bronce en la clase Clase 470. Se trata de la novena medalla obtenida por el equipo argentino de vela, lo que lo confirma como el segundo deporte en cantidad de medallas obtenidas (9) en la historia olímpica argentina, después del boxeo (24). De la Fuente había obtenido también una medalla de bronce en la misma prueba en los Juegos Olímpicos de Sídney 2000, formando pareja con Javier Conte.
La dupla De la Fuente-Calabrese tuvo un buen comienzo en la primera regata corrida el 2 de agosto, en la que terminaron en la 5.ª posición sobre 27 barcos en competencia. En primer lugar llegó la pareja austríaca, seguida de los británicos (Patience-Bithell) y de los australianos (Belcher-Page). Estos dos últimos se llevarían finalmente las medallas de plata y oro respectivamente. La segunda regata se corrió una hora y media después, con un muy mal resultado para los argentinos que llegaron en el puesto 24.º y que a la postre sería su regata de descarte.
Al día siguiente se corrieron dos regatas más. Los argentinos salieron terceros en la tercera y novenos en la cuarta. De este modo, al finalizar las cuatro primeras regatas comenzó a delinearse un grupo de vanguardia integrado por los británicos (5 puntos) y los australianos (6 puntos), y un segundo grupo ubicado un poco más lejos integrado por los austríacos (12 puntos) y neozelandeses (12 puntos), los italianos (15 puntos), los argentinos (17 puntos) y los suecos (18 puntos).
El tercer día no fue bueno para los argentinos, que salieron en el 17.º y 8.º lugar, en la quinta y sexta regatas, respectivamente. Este resultado relegó a los argentinos a la undécima posición en la general, con 42 puntos, detrás de los australianos (6 pts), británicos (12 pts), neozelandeses (23 pts), austríacos (32 pts), italianos (35 pts), franceses (39 pts), portugueses (41 pts), croatas (41 pts) y suecos (41 pts).
La séptima y octava regatas marcaron el comienzo de una notable recuperación de los argentinos al salir segundos en ambas. Al finalizar el día De la Fuente y Calabrese se habían ubicado cuartos en la general, con 46 puntos. Por delante, australianos (13 pts) y británicos (17 pts) se consolidaban lejos en las dos primeras posiciones, y los neozelandeses se ubicaban terceros con 40 puntos. Por detrás, los italianos Zandona-Zuchetti, se ubicaban quintos a un solo punto de los argentinos.
El martes 10 de agosto se corrieron las últimas dos regatas previas a la Medal Race. Los argentinos salieron quintos en la novena regata, mientras que los neozelandeses finalizaron en el puesto 13.º y los italianos en el puesto 11.º De este modo los argentinos pasaron a ocupar el tercer lugar en la general, con 51 puntos, seguidos por los neozelandeses (53 pts), los croatas (57 pts) que con un primer puesto ese día avanzaron varias posiciones y los italianos (58 pts). Por delante, australianos (14 pts) y británicos (20 pts) se volvían inalcanzables.
En la décima regata, los argentinos buscaron mantener su posición en la general, con un ojo puesto en los neozelandeses y otro en los italianos, para llegar a la Medal Race en tercer lugar. Salieron sextos sumando 57 puntos, mientras que los neozelandeses quedaron totalmente relegados al salir 14.º y sumar 67 puntos. Los italianos, por su parte, salieron terceros, pero no les alcanzó para desplazar a los argentinos del tercer lugar, sumando 60 puntos.
De este modo la Medal Race, que da doble puntaje y solo participan los 10 mejores, se enfocó en una pelea entre australianos y británicos por la medalla de oro, y entre argentinos e italianos por la de bronce, con una remota posibilidad de los franceses de terciar en la disputa por el tercer puesto. El barco argentino precisaba evitar que los italianos le sacaran más de un puesto. La regata se definió en la salida, donde se vio un interesante "juego del gato y el ratón" previo a la largada, con los italianos tratando de alejarse de los argentinos que los perseguían para evitar sorpresas. Estas maniobras previas les dieron buenos resultados a los argentinos, que llegaron a la primera marca en la quinta posición, 16 segundos adelante de los italianos que se ubicaron octavos. Los argentinos controlaron el resto de la regata, avanzando hasta el tercer lugar, posición en la que finalizaron, sumando un total de 63 puntos, que les dio la medalla de bronce. Los italianos finalizaron sextos, sumando 72 puntos, y quedando cuartos en la general, con Nueva Zelanda quinta, seis puntos atrás.
| Vela Clase 470. Tabla final | Vela Clase 470. Tabla final           | Vela Clase 470. Tabla final | Vela Clase 470. Tabla final | Vela Clase 470. Tabla final |
| Pos.                        | Equipo                                | País                        | Pts.                        |                             |
| --------------------------- | ------------------------------------- | --------------------------- | --------------------------- | --------------------------- |
| 1                           | Mathew Belcher-Malcom Page            | Australia                   | 22                          |                             |
| 2                           | Luke Patience-Stuart Bithell          | Reino Unido                 | 30                          |                             |
| 3                           | Juan De la Fuente-Lucas Calabrese     | Argentina                   | 63                          |                             |
| 4                           | Gabrio Zandona - Pietro Zucchetti     | Italia                      | 72                          |                             |
| 5                           | Paul Snow-Hansen - Jason Saunders     | Nueva Zelanda               | 86                          |                             |
| 6                           | Šime Fantela-Igor Marenić             | Croacia                     | 87                          |                             |
| 7                           | Pierre Leboucher-Vicent Garos         | Francia                     | 90                          |                             |
| 8                           | Álvaro Marinho-Miguel Nunes           | Portugal                    | 93                          |                             |
| 9                           | Matthias Schmid-Florian Reichstaedter | Austria                     | 107                         |                             |
| 10                          | Anton Dahlberg-Sebastian Ostling      | Suecia                      | 123                         |                             |
| Fuente:                     |                                       |                             |                             |                             |

## Diplomas olímpicos
La delegación olímpica obtuvo 10 diplomas olímpicos, lo que constituye el tercer mejor resultado de la serie histórica, solo superado por Londres 1948 (14) y Helsinki 1952 (15). De los diez diplomas, dos correspondieron al judo, y el resto con uno cada uno al remo, atletismo (bala), tenis, boxeo, gimnasia artística, vóley, canotaje y básquet.
El equipo de judo obtuvo dos diplomas olímpicos, ratificando la tendencia de las últimas dos décadas de ser el deporte que más diplomas aporta al olimpismo argentino (ver tabla histórica de diplomas), sumando nueve en los últimos cinco Juegos: Uno de ellos el 28 de julio, la judoca Paula Pareto, de 26 años y medallista de bronce en Beijing 2008, obtuvo un diploma olímpico al finalizar en el quinto puesto de la categoría hasta 48 kilogramos. Pareto clasificó directamente a la segunda ronda gracias a su posición en el ranking de la IJF; en segunda ronda venció a la italiana Elena Moretti y más tarde perdió con la japonesa Tomoko Fujumi en el enfrentamiento por los cuartos de final, con lo que accedió a una repesca por el tercer puesto. En el primer enfrentamiento de esta repesca derrotó a la mongol Urantsetseg Munkhbat y en el encuentro por el tercer puesto fue vencida por la belga Charline van Snick. y el restante el 31 de julio cuando el judoca Emmanuel Lucenti obtuvo también diploma olímpico al llegar a cuartos de final en la categoría hasta 81 kilos. Lucenti venció en el primer combate a Fetra Ratsimiziva de Madagascar por ippon, y volvió a ganar por ippon el encuentro de octavos de final contra el francés Alain Schmitt. En cuartos de final perdió contra el coreano Jae-Bum Kim y finalmente perdió en su primer encuentro de la repesca contra el canadiense Antoine Valois-Fortier. Con estos resultados, Lucenti clasificó en 7º lugar y recibió un diploma olímpico.
El 2 de agosto, los remeros Ariel Suárez y Cristian Rosso obtuvieron diploma olímpico al finalizar en 4º lugar en la final de la prueba de doble par. Los argentinos hicieron un tiempo de 6:36.36, superando por 4 segundos al quinto bote tripulado por la pareja británica y quedando 2 segundos detrás del tercer lugar, ocupado por la dupla eslovaca que obtuvo la medalla de bronce, en tanto que las medallas de oro y plata correspondieron a Nueva Zelanda e Italia, respectivamente. Suárez-Rosso habían ganado su serie semifinal con un tiempo de 6:19:40, que no pudieron repetir en la final y que -de hacerlo- les hubiera permitido ganar la medalla de oro.
El 3 de agosto, el atleta Germán Lauro obtuvo un diploma olímpico al finalizar en la sexta posición de la final de lanzamiento de bala, cuando en su tercer intento realizó un lanzamiento de 20,87 m y rompió, por tercera vez en el día, el récord nacional en esa especialidad. Lauro clasificó a la final al lograr la quinta mejor marca de la ronda calificatoria con 20,75 metros. Además, en el total de lanzamientos del día Germán superó cuatro veces su mejor marca personal que era de 20,43 y había obtenido en San Fernando, España, durante el XIV Campeonato Iberoamericano y en Mar del Plata en 2012. Esta fue la primera vez que un argentino alcanzó una final olímpica en esta disciplina y el primer diploma olímpico obtenido en atletismo desde 1956, cuando Isabel Avellán salió sexta en lanzamiento de disco.
La delegación de tenis aportó un diploma olímpico en la categoría de dobles mixto, por medio de la pareja integrada por Gisela Dulko y Juan Martín del Potro. Dulko-Del Potro vencieron en primera ronda a la pareja rusa integrada por Yelena Vesniná y Mijaíl Yuzhny en dos sets (6-3 y 7-5), accediendo a los cuartos de final, donde perdieron en dos sets frente a la pareja estadounidense integrada por Lisa Raymond y Mike Bryan, terceros en el ranking mundial de la especialidad.
El boxeador Yamil Peralta Jara, en la categoría peso pesado, más de 91k, obtuvo diploma olímpico el 5 de agosto, al ser vencido en los cuartos de final por el búlgaro Tervel Pulev 13-10. Previamente el argentino había vencido al argelino Chouaib Bouloudinats 13-5 en primera ronda. De este modo el boxeo argentino, deporte que ha aportado la mayor cantidad de medallas y diplomas en la historia olímpica de ese país, volvió a obtener un premio. La última medalla obtenida por el boxeo fue la de bronce obtenida por Pablo Chacón en Atlanta 1996 y el último diploma lo había obtenido Ismael Pérez a salir 5° en los Juegos Olímpicos de Sídney 2000, ambos en la categoría pluma (hasta 57 kilos).
El gimnasta Federico Molinari obtuvo diploma olímpico al finalizar en 8º lugar en la final de la prueba de anillas, resultado histórico para el deporte argentino, que por primera vez accede a una final olímpica en gimnasia artística.
El equipo de vóley masculino obtuvo un diploma olímpico al alcanzar los cuartos de final del torneo. Argentina obtuvo tres victorias, contra Australia (3-0), Bulgaria -ganador del grupo- (3-1) y Gran Bretaña (3-0) y dos derrotas contra Italia (1-3) y Polonia (0-3). Argentina enfrentó en cuartos de final a Brasil, con el que perdió 0-3.
El 11 de agosto los canoistas Miguel Antonio Correa y Rubén Rézola salieron quintos en la final de kayak doble en 200 metros. Los argentinos habían salido terceros en su serie clasificatoria y volvieron a salir terceros en la primera semifinal. En la final la dupla argentina hizo un tiempo de 35:271, un segundo detrás de la lucha por las medallas de plata y bronce, destacándose en el bloque de los cinco botes que entraron detrás de las medallas de manera casi simultánea, separados por menos de cuatro décimas de segundo. Fue la primera vez que el canotaje argentino llegó a una final olímpica.
El 12 de agosto el equipo de básquetbol masculino obtuvo un diploma olímpico al terminar en el cuarto puesto. En la fase de grupos Argentina obtuvo tres victorias, contra Lituania (102-79), Túnez (92-69) y Nigeria (93-79), y dos derrotas contra Francia (64-71) y Estados Unidos (97-126) y terminó como tercero de su grupo. Argentina se enfrentó en cuartos de final con Brasil y lo derrotó por 82 a 77. En semifinales se enfrentó nuevamente a los Estados Unidos, perdiendo 83-109. En el partido por la medalla de bronce cayó con Rusia por 81-77 y finalizó en el cuarto puesto de la competencia.

## Otros resultados

### Atletismo
El 3 de agosto, Rocío Comba participó de la ronda clasificatoria de lanzamiento de disco y finalizó en el 26º puesto con un lanzamiento de 58.98 por lo que quedó eliminada.
Ese mismo día, Juan Cerra participó de la ronda clasificatoria de lanzamiento de martillo en la que acabó en el 36º puesto con 68.20 y quedó eliminado.
El 4 de agosto, Juan Manuel Cano arribó en 22ª posición en la prueba de 20 kilómetros de marcha atlética, con un tiempo de 1:22:10, que significó un nuevo récord nacional.
El 5 de agosto, María de los Ángeles Peralta acabó en la 82.ª posición en la prueba de maratón, con un tiempo de 2:40:50.
El 6 de agosto, Germán Lauro participó de la ronda clasificatoria de lanzamiento de disco y finalizó en el 37.º lugar con un lanzamiento de 57.54 por lo que quedó eliminado.
El 8 de agosto, Jennifer Dahlgren participó de la ronda clasificatoria de lanzamiento de martillo y finalizó en el último lugar debido a que realizó 3 lanzamientos nulos y fue eliminada.
Ese mismo día, Javier Carriqueo llegó en la 37ª ubicación en la prueba de 5000 metros llanos, con un tiempo de 1:22:10, que significó un nuevo récord nacional.
Más tarde, Brian Toledo participó de la competencia clasificatoria de lanzamiento de jabalina en la que finalizó en el 30.º puesto con un lanzamiento de 76,87 y quedó eliminado.
El 12 de agosto, Miguel Barzola terminó en el 35º puesto en la prueba de maratón, con un tiempo de 2:17:54.

### Balonmano
El equipo de balonmano masculino finalizó en el 5º puesto del grupo A con 2 puntos y quedó eliminado. Argentina obtuvo cuatro derrotas, ante Islandia por 31-25, Francia por 32-20, Suecia por 29-19 y Túnez por 25-23, y una victoria ante Reino Unido por 32-21, lo que fue el primer triunfo argentino en su primera cita olímpica de la disciplina.

### Boxeo
El 28 de julio, el boxeador Alberto Melián quedó eliminado en los 32avos de final de la categoría peso gallo, hasta 56 k, al perder por 12-5 frente al ruso Serguéi Vodopiánov.

### Canotaje
El 29 de julio, Sebastián Rossi participó en la prueba de eslalon C1 y quedó eliminado al finalizar en el 16º puesto con un puntaje de 107.52.

### Ciclismo
El 28 de julio, Maximiliano Richeze finalizó la prueba de ruta en el 111.º puesto luego de terminar la prueba fuera del tiempo límite, Richeze finaliizó con un tiempo de 6:04:27 y el tiempo límite era de seis horas.
A pesar de esto, el hecho de que Richeze terminara la prueba marcó un hecho histórico para el ciclismo argentino ya que fue el primero en hacerlo desde que Roberto Breppe finalizara la prueba en México 68.
El ciclista también iba a participar de la prueba Contrarreloj, pero debido a molestias físicas resultadas del esfuerzo realizado en la prueba de ruta realizada tres días antes, decidió no participar de la prueba.
El 4 de agosto, Walter Pérez comenzó su participación en la prueba Omnium, con las pruebas de Velocidad 250m, carrera por puntos 30k y la carrera de eliminación. Al finalizar el día ocupaba la octava posición en la tabla con 28 puntos resultado de un 17º puesto en velocidad, un 7º puesto en la carrera por puntos y un 4º puesto en la carrera de eliminación. El 5 de agosto, Pérez participó de las tres pruebas restantes de la especialidad, persecución, donde finalizó 15º, Scratch, donde acabó en el 12º lugar, y Sprint, donde terminó la prueba en el 17º lugar. Finalmente, Walter ocupó en 14º puesto de la tabla general con 72 puntos.
El 8 de agosto, Ernesto Pizarro participó de la carrera clasificatoria de la especialidad BMX, y finalizó en el 26º lugar con un tiempo de 39.772 que le permitió acceder a la eliminatoria 3. Al día siguiente, participó de la clasificatoria y finalizó en el 6º puesto con 26 puntos por lo que quedó eliminado de la competencia.
El 12 de agosto, Catriel Soto participó de la carrera de montaña y finalizó en el 26º puesto con un tiempo de 1:35:13.

### Equitación
El 4 de agosto, el jinete Alejandro Madorno, a lomos de su caballo Milano de Fiore, quedó eliminado en la primera prueba clasificatoria de la especialidad salto individual, luego de finalizar la prueba con 9 penalizaciones.
El 8 de agosto, el jinete José María Larocca, a lomos de Royal Power, finalizó en el 336º puesto en la ronda final A de la especialidad salto individual, luego de finalizar la prueba con 20 penalizaciones, esta fue su ubicación final en la competencia.

### Esgrima
El 1 de agosto, la esgrimista María Belén Pérez Maurice quedó eliminada en los 32avos de final de la especialidad sable individual, al perder por 10-15 frente a la italiana Gioia Marzocca.

### Gimnasia artística
El 29 de julio, Valeria Pareyra participó en la clasificación para la final de concurso individual completo. Valeria no clasificó a la final debido a que finalizó en el 51.er lugar con 49.798 puntos resultados de la suma de sus actuaciones en caballete, donde obtuvo 13.366 puntos, barras asimétricas, donde finalizó con 13.266 puntos, barra fija, que acabó con 10.566 puntos y suelo, en la que consiguió 12.600 puntos.

### Hockey sobre césped
El equipo de hockey masculino finalizó en el 5º puesto del grupo A con 4 puntos y quedó eliminado. Argentina obtuvo una victoria frente a Sudáfrica por 6 a 3, un empate contra Australia en 2 y tres derrotas ante Reino Unido por 4 a 1, Pakistán por 2 a 0 y España por 3 a 1.

### Judo
El 1 de agosto, el yudoca Héctor Campos quedó eliminado en los 32avos de final de la categoría hasta 90 kg, al perder por Ippon con el cubano Asley González.
El 2 de agosto, el yudoca Cristian Schmidt quedó eliminado en los 32avos de final de la categoría hasta 100 kg, al perder por Ippon con el bielorruso Yauhen Biadulin.

### Lucha
El 8 de agosto, la luchadora Patricia Bermúdez quedó eliminada en la clasificación de la competencia de lucha libre en la categoría hasta 48 kg, al perder por 3-0 con la polaca Iwona Nina Matkowska.

### Natación
El 28 de julio, el nadador Juan Martin Pereyra quedó eliminado en la clasificación de la especialidad 400 m estilo libre, al finalizar con un tiempo de 3:56.76 que lo ubicó en la 24ª posición. Pereyra también participó de la clasificación de los 1500 m estilo libre, el día 3 de agosto y quedó eliminado al acabar en la 29ª ubicación con un tiempo de 15:36.72.
El 28 de julio, la nadadora Georgina Bardach también quedó eliminada en la clasificación de la especialidad 400 m combinado, al finalizar con un tiempo de 4:57.31 que la ubicó en la 34.ª posición. Bardach también participó en la especialidad aguas abiertas, el día 9 de agosto terminando la prueba en la 17.ª ubicación con un tiempo de 2:01:02.2.
El 30 de julio, el nadador Federico Grabich quedó eliminado en la clasificación de la especialidad 100 m estilo espalda, al acabar con un tiempo de 56.56 que lo ubicó en la 41.ª posición. Grabich también participó de la clasificación de los 50 m estilo libre, el día 2 de agosto y quedó eliminado al acabar en la 35ª ubicación con un tiempo de 23.30.
El 2 de agosto, la nadadora Cecilia Biagioli quedó eliminada en la clasificación de la especialidad 800 m estilo libre, al finalizar la prueba con un tiempo de 8:33.97 que la ubicó en la 16.ª posición.

### Natación sincronizada
El 7 de agosto, las nadadoras y hermanas Sofía y Etel Sánchez participaron de la clasificación de la especialidad Dueto y quedaron eliminadas al acabar en la 22ª posición con un puntaje de 157.310, resultado de la suma de sus puntuaciones en rutina técnica, donde obtuvieron 78.900 puntos y rutina libre, donde finalizaron con 78.410 puntos.

### Remo
El 1 de agosto, las regatistas Laura Abalo y Gabriela Best finalizaron su participación en la prueba de dos sin timonel. Las regatistas terminaron en la quinta posición en su serie clasificatoria con un tiempo de 7:12.17, luego terminaron quintas en el repechaje con 7:20.94, con lo que no clasificaron a la Final A. En la final B acabaron en el 3º lugar con 8:03.53 y gracias a esto finalizaron en el 9º puesto de la clasificación general.
El 3 de agosto, el regatista Santiago Fernández finalizó su participación en la prueba de scull individual. Santiago terminó 2º en su serie clasificatoria con un tiempo de 6:46.03, luego terminó 2º en su serie de cuarto de final con 7:01.57 y más tarde finalizó en la 4ª posición en su serie de semifinales A/B con 7:29.68, con lo que clasificó a la Final B. En la final acabó en el 4º lugar con 7:20.40 y gracias a esto finalizó en el 10º puesto de la clasificación general. Fernández había obtenido el 4º lugar en la misma prueba en los Juegos Olímpicos de Atenas 2004.
El 4 de agosto, los regatistas Mario Cejas y Miguel Mayol finalizaron su participación en la prueba de Doble Par Ligero. Los regatistas terminaron quintos en su serie clasificatoria con un tiempo de 7:01.76, luego terminaron quintos en su serie de repechaje con 6:48.21 y más tarde finalizaron en segundos en su serie de semifinales C/D con 7:06.24, con lo que clasificaron a la Final C. En la final acabaron en el 5º lugar con 6:51.94 y gracias a esto finalizaron en el 17º puesto de la clasificación general.

### Taekwondo
El 8 de agosto, la taekwondista Carola López finalizó novena en la categoría hasta 49 kilos. Carola clasificó a los cuartos de final al vencer en el combate de la ronda preliminar a la marroquí Sanaa Atabrour, medalla de bronce en Beijing 2008 y cuarta favorita del torneo, por 1-0. Luego se enfrentaría a la quinta favorita del torneo, la croata Lucija Zaninovic y perdería por 14-3 y ante la eliminación de la croata en semifinales, la argentina no contó con la chance de clasificar al repechaje por una medalla de bronce.